# ويكيبيديا الأويغورية
ويكيبيديا الأويغورية (بالأويغورية:ئۇيغۇرچە ۋى كى پېدى يە) هي نسخة لغة الأويغورية من ويكيبيديا; تهجئة ۋى كى پېدى ي، أنشئت في ديسمبر 2003.
تتم كتابة النسخة الأويغورية من ويكيبيديا بشكل أساسي بالأبجدية العربية المعدلة (الخط الأويغورى المُعَرّب)، ولكن توجد أيضًا مقالات بالخط الأويغورى اللاتيني.

## الإحصائيات
| عدد المستخدمين المسجلين | عدد المستخدمين النشيطين | عدد المقالات | صفحات المحتوى | عدد التعديلات | عدد الملفات المرفوعة | عدد الإداريين |
| ----------------------- | ----------------------- | ------------ | ------------- | ------------- | -------------------- | ------------- |
| 24٬252                  | 30                      | 9٬591        | 16٬924        | 172٬286       | 0                    | 1             |